# Amblyaspis crates
Amblyaspis crates är en stekelart som först beskrevs av Walker 1836.  Amblyaspis crates ingår i släktet Amblyaspis och familjen gallmyggesteklar. Inga underarter finns listade i Catalogue of Life.